# 尼古拉斯·格雷姆肖
尼古拉斯·格雷姆肖爵士 CBE，PPRA（Sir Nicholas Grimshaw，1939年10月9日—），或譯尼可拉斯·葛林萧，是一位英國建築師，以他設計的現代主義建築如滑鐵盧國際車站和伊甸園計劃知名。2004年至2011年間，他是皇家藝術研究院的院長。他在1980年成立格雷姆肖合夥公司（Nicholas Grimshaw & Partners，今 Grimshaw Architects），並擔任董事長，2019年卸任。

## 外部連接
- 官方网站